# Eugène Bizot
Pour les articles homonymes, voir Bizot et Famille Bizot.
Eugène-Jean-Jacques Bizot, né le 5 janvier 1855 à Collonges et mort le 25 août 1908 à Aix-les-Bains, est un homme politique français, député de l'Ain.

## Biographie
Eugène Bizot s'inscrivit au barreau de Lyon après des études de droit. Il devint chef de cabinet du préfet de la Haute-Vienne, puis passa dans la magistrature.
Conseiller d'arrondissement, puis conseiller général pour le canton de Collonges de 1892 à sa mort, il fut élu député de l'Ain en 1889, face à Alfred André, régent de la Banque de France. Il fut constamment réélu, et mourut en cours de mandat en 1908.

## Pour approfondir